# استان کانادا
استان کانادا (یا استان متحد کانادا یا کاناداس متحده) مستعمره انگلیس در آمریکای شمالی از سال ۱۸۴۱ تا ۱۸۶۷ بود. شکل‌گیری آن منعکس کننده توصیه‌های ارائه شده توسط جان لمبتون، اولین ارل از دورهام، در گزارش در مورد امور آمریکای شمالی انگلیس پس از شورش‌های ۱۸۳۷–۱۸۳۸ است.
مصوبه اتحاد ۱۸۴۰، در تاریخ ۲۳ ژوئیه ۱۸۴۰ توسط تصویب پارلمان بریتانیا و اعلام شده توسط تاج در ۱۰ فوریه سال ۱۸۴۱، مستعمرات با هم ادغام شدند کانادا بالا و پایین کانادا با از میان بردن پارلمان جداگانه خود را و جایگزین کردن آنها با یک یک تک با دو مجلس، یک مجلس قانونگذاری به عنوان اتاق بالا و مجلس قانونگذاری به عنوان اتاق پایین. پس از شورش‌های ۱۸۳۷–۱۸۳۸، اتحاد دو کانادا توسط دو عامل صورت گرفت. اولاً، کانادای علیا در حال ورشکستگی بود زیرا از درآمد مالیاتی پایداری برخوردار نبود و برای تأمین هزینه‌های حمل و نقل داخلی خود به منابع پرجمعیت تر کانادای پایین نیاز داشت. ثانیاً، وحدت تلاش برای باتلاق دادن رای فرانسه با دادن تعداد مساوی پارلمان به هر یک از استانهای سابق بود، با وجود جمعیت بیشتر کانادای سفلی.
اگرچه گزارش دورهام خواستار اتحادیه کانادا و دولت مسئول بود(دولتی که در برابر یک قانونگذار محلی مستقل پاسخگو باشد)، اما تنها اولین توصیه از دو توصیه در سال ۱۸۴۱ اجرا شد. برای هفت سال اول، دولت توسط یک استاندار منصوب هدایت می‌شد که فقط در برابر تاج انگلیس و وزرای ملکه پاسخگو بود. دولت مسئول تا دومین وزارت لافونتین - بالدوین در سال ۱۸۴۹ به دست نیامد، زمانی که فرماندار ژنرال جیمز بروس، ۸ مین ارل الگین، با درخواست تشکیل کابینه بر اساس بزرگترین حزب در مجلس قانونگذاری موافقت کرد و نخست‌وزیر را عملاً به عنوان نخست‌وزیر معرفی کرد. رئیس دولت و کاهش استاندار کل به نقشی نمادین تر.
استان کانادا در کنفدراسیون کانادا در ۱ ژوئیه ۱۸۶۷، زمانی که به استانهای انتاریو و کبک کانادا تقسیم شد، دیگر وجود نداشت. انتاریو منطقه تحت اشغال مستعمره انگلیس در کانادای علیا قبل از ۱۸۴۱ را شامل می‌شد، در حالی که کبک منطقه تحت اشغال مستعمره انگلیس در کانادای سفلی قبل از ۱۸۴۱ را شامل می‌شد (که لابرادور را تا سال ۱۸۰۹ شامل لابرادور به مستعمره نیوفاندلند انگلیس شامل می‌شد) کانادای علیا در درجه اول انگلیسی زبان بود، در حالی که کانادای پایین در درجه اول زبان فرانسوی بود.

## جغرافیا

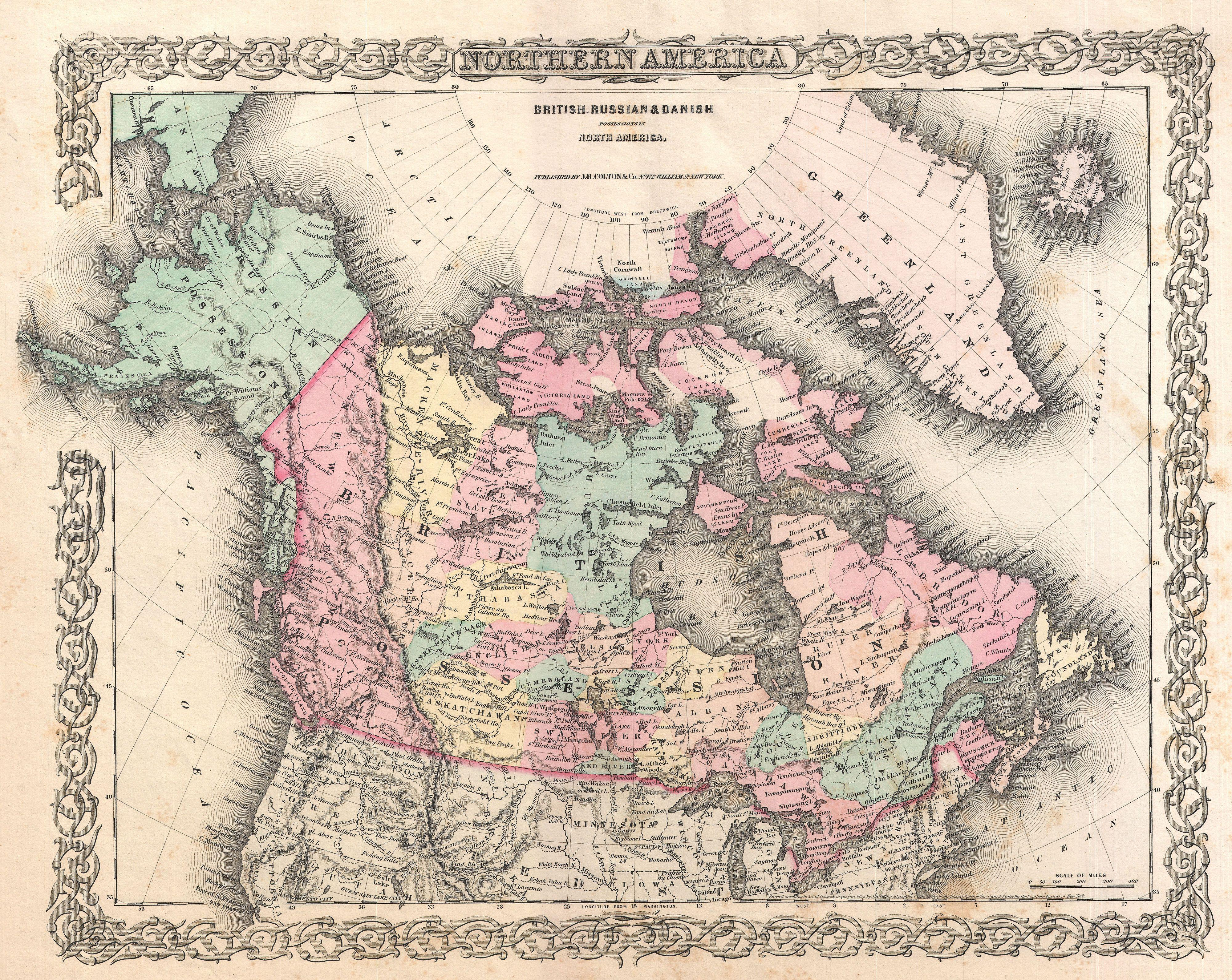
نقشه ۱۸۵۵ از آمریکای شمالی، ساخته جوزف کلتون، نشان دهنده کانادا شرقی و کانادا غربی

استان کانادا به دو قسمت تقسیم شد: کانادا شرقی و کانادا غربی.

## سیستم پارلمانی

### پایتخت‌ها

نقشه استان کانادا از دریاچه برتر به خلیج سنت لارنس (۱۸۵۵)

موقعیت پایتخت استان کانادا در تاریخ ۲۶ ساله خود شش بار تغییر کرده‌است. اولین پایتخت در کینگستون (۱۸۴۱–۱۸۴۴) بود. پایتخت به مونترال نقل مکان کرد (۱۸۴۴–۱۸۴۹) تا اینکه آشوبگران، با تشویق مجموعه ای از مقالات آتش زا که در روزنامه منتشر شد، به لایحه تلفات شورش اعتراض کردند و ساختمانهای پارلمان مونترال را به آتش کشیدند. سپس به تورنتو (۱۸۴۹–۱۸۵۲) منتقل شد. از سال ۱۸۵۲ تا ۱۸۵۶ به شهر کبک نقل مکان کرد، سپس به مدت یک سال به تورنتو رفت (۱۸۵۸) قبل از به شهر کبک از ۱۸۵۹ تا ۱۸۶۶بازگشت. در سال ۱۸۵۷، ملکه ویکتوریا با آغاز ساخت اولین ساختمانهای پارلمان کانادا، در تپه پارلمان، اتاوا را به عنوان پایتخت دائمی استان کانادا انتخاب کرد. اولین مرحله از این ساخت و ساز در سال ۱۸۶۵ به پایان رسید، درست در زمان برگزاری آخرین جلسه آخرین پارلمان استان کانادا قبل از کنفدراسیون.